# Adamović Čepinski
Adamovići Čepinski, hrvatska velikaška obitelj, vjerojatnim podrijetlom iz Bosne, odakle su se krajem 17. stoljeća odselili u Varaždinsku i Virovitičku županiju. Godine 1714. virovitički podžupan Pavao je stekao ugarsko-hrvatsko plemstvo.
U 18. stoljeću ističe se Ivan Kapistran I. (1720. – 1808.) koji darovnicom kraljice Marije Terezije 1765. stječe vlastelinstvo Čepin, po kojem je obitelj 1770. godine dobila plemićki pridjevak Čepinski. Njegova imanja naslijedili su sinovi Pavao (1760. – 1809.), virovitički župan Antun (1762. – 1829.) i Roko Kornelije (1764. – 1809.), a u istom su stoljeću stekli goleme posjede u Slavoniji te su se razdvojili na dvije loze: čepinsku i tenjsku. Pavlov sin bio je poznati hrvatski gospodarstvenik Ivan Nepomuk Kapistran II. (1802. – 1876.) koji je bio suvlasnik šećerane u Čepinu, inicijator isušenja močvare Palača, regulacije rijeke Vuke te melioracije slavonskog područja Drava – Dunav.
Ivan Adamović (1866. – 1929.), iz tenjskog ogranka, bio je zastupnik u Hrvatskom saboru (1901. – 1906.) i hrvatski izaslanik u Ugarskom saboru, a stekao je barunstvo 1913. godine.
Obitelj je dala hrvatskog skladatelja Belu Adamovića Čepinskog (1856. – 1934.), a potomci obitelji žive danas većinom u Slavoniji.